# همه‌پرسی استقلال ترکمنستان ۱۹۹۱
رفراندوم استقلال در جمهوری شوروی سوسیالیستی ترکمنستان در ۲۶ اکتبر ۱۹۹۱ برگزار شد.

## زمینه
سیاست‌های دموکراسی و پرسترویکا که توسط میخائیل گورباچف رئیس جمهور وقت شوروی تصویب شد، منجر به کاهش و از دست دادن تدریجی تسلط آهنین حزب کمونیست اتحاد جماهیر شوروی بر جمهوری‌های فدرال تشکیل‌دهنده آن شد. احساسات ملی گرایانه در اواخر دهه ۱۹۸۰ در حال افزایش بود. در نتیجه افزایش احساسات میهن دوستانه، اعتراضات گسترده دامن زده میشد و این منجر به رژه حاکمیت ها شد.
در ترکمنستان، محافظه‌کار ملی آگزیبیرلیک ( اتحاد ) به استقلال دست زد و پایگاه قابل توجهی در میان ترکمن‌های بومی به دست آورد. صفرمرات نیازوف - دبیر وقت شورای عالی - تمامی فعالیت های حزب را به دلیل فعالیت های ادامه دار ضد شوروی ممنوع و مخالفان را نیز سرکوب کرد. با این حال، در نخستین انتخابات چند حزبی شورای عالی (در سال ۱۹۹۰)، چندین نامزد مستقل پیروز شدند که احساسات ملی گرایانه را میان مردم تبلیغ می کردند.
با این وجود، در همه‌پرسی مارس ۱۹۹۱ ، ۹۸٪ از رای دهندگان پیشنهاد کردند که اتحاد شوروی ترکمنستان به عنوان یک جمهوری مستقل برابر اتحاد جماهیر شوروی حفظ شود! در این راستا معاهده‌ای هم به امضا رسید، اما یک روز قبل، کمونیست‌های تندرو در روسیه کودتا کردند. نیازوف نسبت به کودتا دو دل باقی ماند، اما هنگامی که این کودتا شکست خورد و روسیه قصد خود را برای خروج قطعی از اتحاد جماهیر شوروی آشکار کرد، برای فروپاشی اجتناب ناپذیر اتحاد جماهیر شوروی و استقلال ترکمنستان آماده شد. همه‌پرسی استقلال در همین چارچوب ( خروج از شوروی ) و با هدف تغییر نام نیازوف به عنوان یک رهبر توانا در دوران آزمایشی انتقال و هموار کردن راه برای استبداد نهایی برگزار شد.

## سوالات
در این همه‌پرسی ، از رای دهندگان این دو سوال پرسیده شد: 
1. آیا با تشکیل قانونگذاری ترکمنستان به عنوان یک کشور مستقل دموکراتیک موافق هستید؟
2. آیا از بیانیه رئیس جمهور و شورای عالی جمهوری سوسیالیستی شوروی ترکمنستان "درباره سیاست داخلی و خارجی ترکمنستان" و فعالیت عملی برای اجرای آن حمایت می کنید؟

## نتایج

### استقلال
| انتخاب                 | انتخاب  | آراء | ٪ |
| ---------------------- | ------- | ---- | - |
| موافق                  | موافق   | ۰    | – |
| مخالف                  | مخالف   | ۰    | – |
| کل                     |         |      |   |
|                        |         |      |   |
| کل آراء                | کل آراء |      | – |
| منبع: Direct Democracy |         |      |   |

### نیازویسم
| انتخاب                 | انتخاب                 | آراء | ٪    |
| ---------------------- | ---------------------- | ---- | ---- |
| موافق                  | موافق                  | nil  | ۹۳٫۵ |
| مخالف                  | مخالف                  | nil  | ۶٫۵  |
| کل                     |                        |      |      |
|                        |                        |      |      |
| رأی‌دهندگان ثبت‌نام کرده | رأی‌دهندگان ثبت‌نام کرده |      | –    |
| منبع: Direct Democracy |                        |      |      |